# Johann Baptista von Taxis

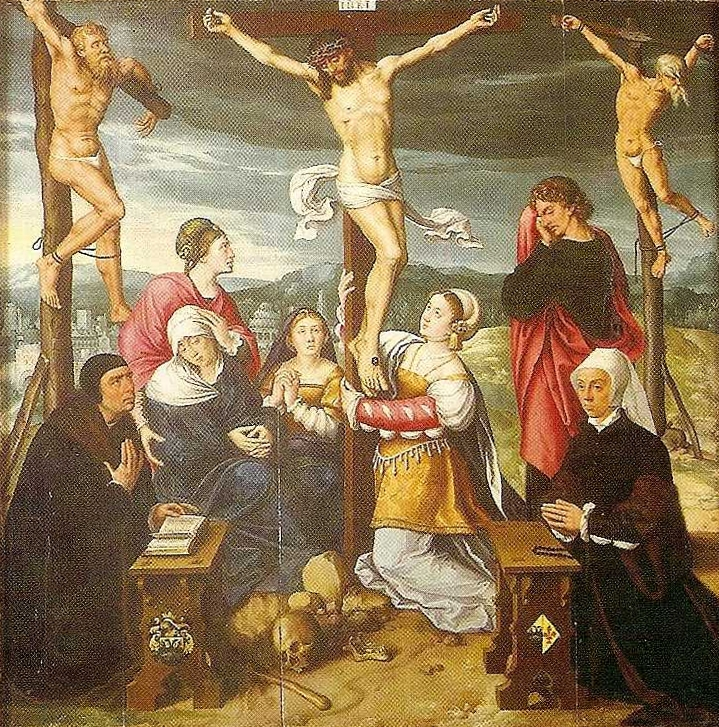
Mitteltafel eines Votivaltars, Johann Baptista und Frau als Stifterfiguren

Johann Baptista von Taxis (* um 1470 in Camerata Cornello bei Bergamo; † 16. Oktober 1541 in Regensburg), aus der seit dem 14. Jahrhundert im Kurierdienst engagierten Familie Tasso aus Camerata Cornello stammend, war der Neffe und Nachfolger des Franz von Taxis als Burgundisch-Niederländischer Generalpostmeister. Seit dem 6. Februar 1514 war Johann Baptista mit Christina von Wachtendonk zu Hemissem († 1561) verheiratet. Von 1490 bis zu seinem Tod war er in Habsburger Diensten und gehörte zu den Mitbegründern eines länderübergreifenden Habsburger Postwesens. Karl V. ernannte ihn zum Hofpfalzgrafen und kaiserlichen Rat.

## In Diensten Maximilians I.

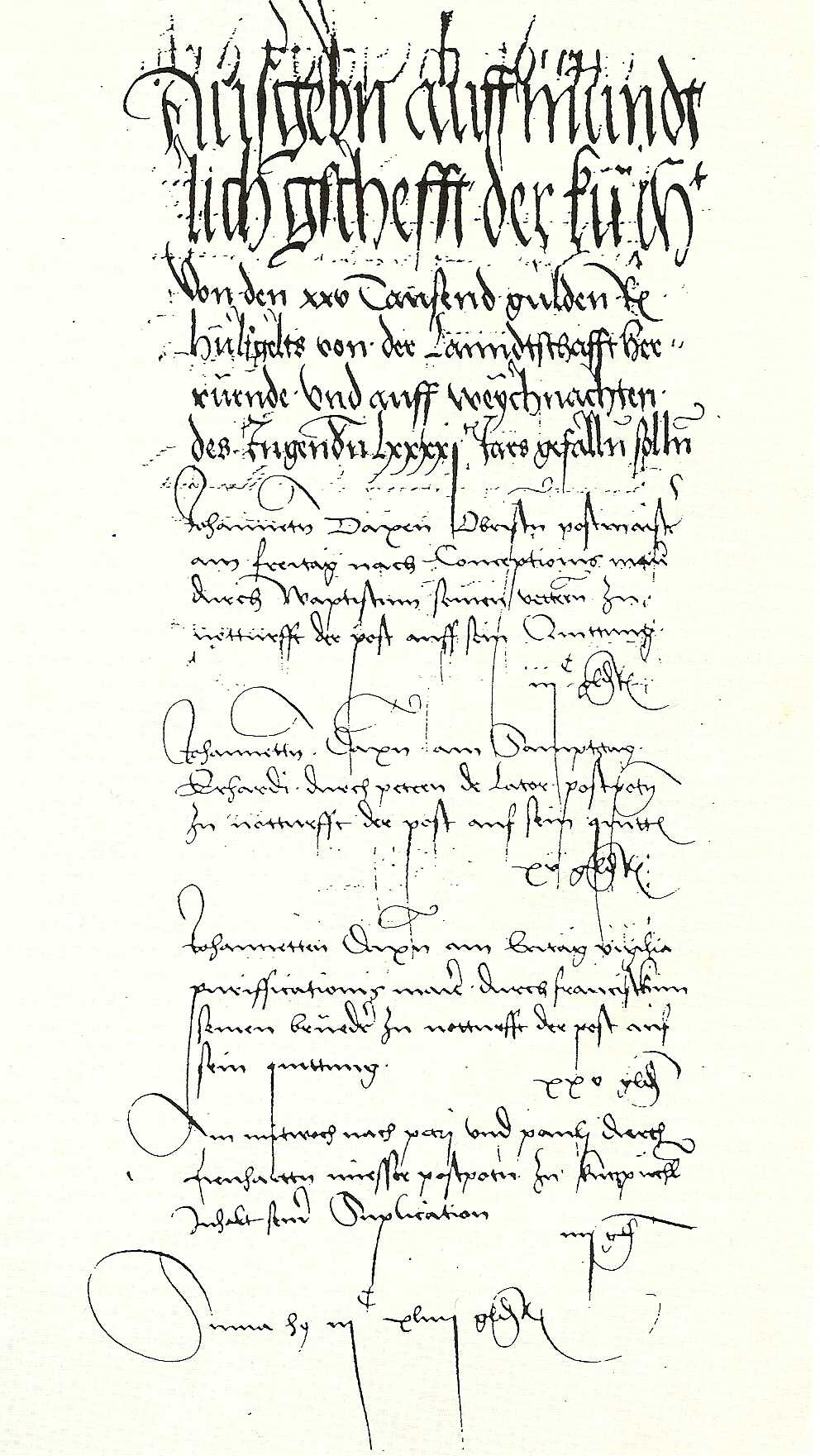
Erste Nennung in den Innsbrucker Raitbüchern 1490

Im Jahre 1490 trat Johann Baptista zusammen mit seinen Onkeln Janetto und Franz von Taxis in den Dienst König Maximilians I., um gemeinsam mit diesen ein funktionierendes länderübergreifendes Post- und Kurierssystem aufzubauen.
Zwischen 1504 und 1506 verwaltete er die istrischen Güter seines Onkels Janetto, bevor er als oberster Kuriermeister und Postorganisator in den Dienst Maximilians zurückkehrte.
Im Jahre 1512 organisierte Johann Baptista die Felleisenstafetten von Innsbruck und Augsburg zum Reichstag nach Trier und Köln. Im Mai desselben Jahres wurde er zusammen mit Franz von Taxis und dessen Brüdern sowie seinen eigenen Brüdern in den einfachen erblichen Adelsstand erhoben.

## Assistent von Franz von Taxis in den Niederlanden
Im Zuge der Ermittlungen gegen Gabriel von Taxis, der verbotenerweise Privatbriefe in einem verschlossenen kaiserlichen Felleisen befördert hatte, geriet auch Johann Baptista in Misskredit. Der Rechnungshof (Raitkammer) warf ihm unter anderem vor, falsch abzurechnen, indem er 8 Gulden zur Bezahlung der „Possten“ einnahm, aber nur 7 ½ Gulden auszahlte. Die Innsbrucker Hofkammer forderte ihn erstmals im September 1513 auf, aus den Niederlanden nach Innsbruck zurückzukehren, um dort Rechenschaft abzulegen. Johann Baptista rechtfertigte sich in einem Schreiben vom 4. Oktober 1513 aus Namur, verwies auf seine offizielle Beurlaubung durch Maximilian I. und blieb – nicht zuletzt wegen seiner Heiratspläne – in den Niederlanden, wo er in den Niederländisch-Burgundischen Postdienst unter Franz von Taxis eintrat. Im Jahre 1515 wurde Johann Baptista durch Maximilian rehabilitiert.
Im Postvertrag Karls V. vom 12. November 1516 wurde Johann Baptista als Assistent von Franz und gleichzeitig zusammen mit Franz als Hauptpostmeister (capitaines et maistres des postes) und Post- und Kuriermeister bezeichnet. Nach Inkrafttreten dieses Vertrages sollten Franz und Johann Baptista von Brüssel aus binnen zwölf und in umgekehrter Richtung binnen zwanzig Tagen neue Routen anlegen. Die Postreiter auf den stillgelegten Routen sollten gekündigt und ausbezahlt werden. Aus dem Tagebuch des Lucas Rem und anderen Quellen ist jedoch bekannt, dass zumindest der Niederländische Postkurs von Brüssel nach Innsbruck wegen der Ächtung Herzog Ulrichs von Württemberg und Sickingens Belagerung von Worms zeitweilig über Straßburg und den Bodensee umgeleitet werden musste.
Wegen des absehbaren Todes von Franz verlieh König Karl am 30. November 1517 in Valladolid Johann Baptista die Anwartschaft auf das oberste Post- und Kuriermeisteramt.

## Johann Baptista als Generalpostmeister unter Karl V.
Nach dem Tod des Franz von Taxis schloss Karl am 20. Dezember 1517 in Valladolid mit Johann Baptista sowie dem in Spanien tätigen Maffeo von Taxis einen neuen Postvertrag ab. Darin reduzierte sich die vereinbarte Jahrespauschale, weil Karl keine Landverbindung nach Neapel mehr brauchte. Gleichzeitig wurde in diesem Vertrag noch einmal betont, dass die Estafetten nur für königliche Zwecke in Bewegung gesetzt werden durften. Beide Postmeister sollten Patente für die untergeordneten Posten bekommen, damit diese dieselben Rechte und Privilegien wie die spanischen und niederländischen Beamten erhielten. Damit war zumindest in den Burgundischen Niederlanden der Grundstein für feste Poststationen unter Posthaltern gelegt.
Nach der Königswahl Karls V. am 28. Juni 1519 ritt Johann Baptista als Kurier binnen zwei Tagen mit Postpferden von Frankfurt nach Brüssel, um am Hof der Statthalterin Margarethe von Österreich, wo auch Karls Bruder Ferdinand weilte, das Wahlergebnis zu verkünden. Am 14. Juni 1520 wurde Johann Baptista von Karl V. in seinen Königreichen und Herrschaftsgebieten als Generalpostmeister eingesetzt. Karls Post war zwar ein länderübergreifendes System der Nachrichtenübermittlung, diente aber zunächst nur Habsburger Interessen und durfte nicht von der Öffentlichkeit genutzt werden. So erhielt Johann Baptista noch am 6. November 1520 ein Schreiben Karls V. aus Köln, wo ein erneutes Verbot der Fremdbeförderung ausgesprochen wurde.
Dieses änderte sich grundlegend, als 1530 die Öffnung der Niederländischen Postroute und der Niederländischen Postkurse für den privaten Briefverkehr gegen Bezahlung erlaubt wurde. Spätestens seit 1530 fand eine Verregelmäßigung des Postverkehrs statt. Verträge mit dem deutschen König Ferdinand I. regelten die Bezahlung. Auf der Niederländischen Postroute von Brüssel über Namur, Flamisoul, die Westeifel mit Arzfeld, Rheinhausen, Württemberg, Augsburg und Innsbruck nach Italien entstanden erste reguläre Postämter als Annahme- und Ausgabestellen für Briefe und Pakete. Rheinhausen und Augsburg als wichtigste Poststationen waren berechtigt, Transit-Felleisen zu öffnen und von dort aus die Post weiterzuleiten.

## Nachfolgeregelung
1536 schloss Karl V. einen neuen Vertrag mit Johann Baptista ab, in dem er ihm als seinem langjährigen Diener, Ritter, Rat und Generalpostmeister wegen seines hohen Alters für dessen minderjährigen Sohn Franz II. von Taxis die Anwartschaft auf das Amt des GPM verlieh. Johann Baptista sollte jedoch bis zu seinem Rücktritt oder Tod das Amt ausüben und Franz II. in das Amt des Generalpostmeisters einweisen. In diesem Vertrag wurden auch noch einmal die Verdienste Johann Baptistas als Organisator von neuen Postkursen und kriegsbedingten Interimsrouten aufgeführt.

## Übereignung des Postamtes Rheinhausen
Mit der Einrichtung von festen Postämtern auf der Niederländischen Postroute, die gleichzeitig eine Transitlinie war, gewann nicht nur Augsburg, sondern auch Rheinhausen an Bedeutung. Aus diesem Grund verlieh Johann Baptista mit kaiserlicher Erlaubnis und Bestätigung im Jahre 1540 das Postamt Rheinhausen mit den Filialen Bobenheim bei Worms und Diedelsheim zur Betreibung und zum Nießbrauch an seine Vettern Seraphin und Bartholomäus von Taxis. Dabei verzichtete Johann Baptista für sich und seine Erben zu Lebzeiten beider Vettern auf das Weiterverleihungsrecht. Diese Übereignung wurde 1543 von Franz II. von Taxis bestätigt.
Johann Baptista starb am 16. Oktober 1541 in Regensburg, nachdem er Karl V. zu einem Reichstag begleitet hatte. Er wurde in der Brüsseler Kirche Notre Dame du Sablon beigesetzt.

## Nachkommen des Johann Baptista von Taxis
Illegitim, aus der Verbindung mit Barbara di Walcher aus Tirol, 1538 legitimiert
- Johann Anton von Taxis (* vor 1510 in Innsbruck; † 1580 in Rom) Spanischer Postmeister in Rom, ohne Nachkommen.
- Anton von Taxis (* 1509 in Innsbruck; † 1574 in Antwerpen) kaiserlicher Postmeister in Antwerpen
- sowie Augustin, Kanoniker

Illegitim, aus der Verbindung mit Cornelia de Hase, 1584 nachträglich legitimiert
- Jean Batiste de Tassis

Legitime Kinder
- Roger (* 1513 in Mecheln; † 16. März 1593 in Antwerpen) Dr. jur., Kleriker, Kanzler der Universität Löwen
- Franz II. (* um 1514; † 1543 in Brüssel), Johann Baptistas Nachfolger als Generalpostmeister
- Raimond (* 1515 in Mecheln; † 23. Juli 1579 in Madrid) spanischer Oberpostmeister correyo major, vgl. Schillers Don Karlos; mit Raimonds Enkel Juan de Tassis erlosch die Madrider Linie
- Leonhard I. (* 1521 in Brüssel; † 5. Mai 1612 ebenda) 2. Nachfolger als Generalpostmeister
- Ludwig († nach dem 10. Januar 1568) ⚭ nach 1541 mit Anna Loosmans
- Johann Baptista (* 1530 in Brüssel; † 1610 in Madrid) spanischer Diplomat
- Ursula, Nonne
- Margareta († 19. Juli 1596) ⚭ mit Karl Boissot, kaiserlicher Rat
- Maria († 6. April 1601) ⚭ mit Daniel van den Berghe, flandrischer Rat
- Adelheid († nach 1599) ⚭ mit Dr. jur. Jacob Masius, Bruder von Andreas Masius
- Regina, auch Rosina († nach dem 10. Januar 1568) ⚭ am 3. März 1551 mit Christoph von Taxis, Hofpostmeister
- Allegra, ⚭ mit Johann Baptista Zapata, corriero maggiore (Post- und Kuriermeister) in Neapel